# Warsaw Open 1997
Il Warsaw Open 1997 è stato un torneo di tennis che si è giocato sulla terra rossa. 
Il torneo faceva parte del circuito Tier III nell'ambito del WTA Tour 1997. 
Si è giocato a Varsavia in Polonia, dal 21 al 27 luglio 1997.

## Campionesse

### Singolare
Barbara Paulus ha battuto in finale  Henrieta Nagyová con il punteggio di 6–4, 6–4

### Doppio
Ruxandra Dragomir /  Inés Gorrochategui hanno battuto in finale  Meike Babel /  Catherine Barclay con il punteggio di 6–4, 6–0